# Georg Dascher
Georg Dascher (Groß-Zimmern, 27 giugno 1911 – 25 novembre 1944) è stato un pallamanista tedesco.

## Palmarès

### Olimpiadi
- Oro a Berlino 1936 nella pallamano.